# 木倉音楽事務所
木倉音楽事務所（きくらおんがくじむしょ）は、1952年から1992年まで東京都港区赤坂に存在した芸能事務所である。

## 沿革
1952年に個人事業「木倉事務所」として設立し1981年に有限会社化した。1952年に渡辺プロダクションの社員だった木倉博恭が雪村いづみと共に設立した。その後すぐに青江三奈も所属し当時の活躍タレントが数名在籍していた。
1985年にマネジャーだった平哲夫が独立しライジングプロダクションを設立する。
所属タレントの減少により1992年に廃業。40年の歴史に幕を閉じた。

## 会社概要
- 商号：有限会社 木倉音楽事務所
- 所在地：東京都港区赤坂6丁目10-45 ヴィラ赤坂302
- 代表取締役：木倉博恭
- 制作部長：石川進
- 営業部長：西村市雄
- 制作課長：斎藤峻
- 営業課長：今井美彦
- マネジャー：黒川俊男、矢野功、原一郎、平哲夫、木倉仁

## 所属していたタレント
- 雪村いづみ
- 青江三奈
- 万代宏
- 千田彩子
- ウイリー沖山
- 杉田美子
- 水口玲子
- 神楽坂かおる
- 柳沢純子
- いとのりかずこ
- 飯田直樹
- 杉田直美
- 菅原里奈
- 清水花枝
- 香川裕子
- 島晃司
- 河北ひとみ

## 1971年時点での所属者
- この時点では(有)木倉アーチスト紹介所の内部で以下のようにセクションが分かれていた。
- また、関連会社として(有)木倉事務所、(有)花ミュージックオフィス<代表：鈴木進（＝花礼二）>、(有)美博プロダクション<代表：福島通人>などがあった。

- 木倉制作部
  - ウイリー沖山
  - 九条マサコ
  - ザ・リリーズ
  - トリオ・アミゴス
  - 宮本二郎とスクラップサウンズ
- 雪村オフィス
  - 雪村いづみ
- 青江オフィス
  - 青江三奈
  - 加賀たけみ
  - 紀本ヨシオ
  - 西条秀
  - 杉慎吾
  - 日田よしこ
  - 操洋子
  - みやこ姉妹
- 木倉オフィス
  - 佳川ヨコ
  - 菅野ますみ
  - サリー・メイ
  - 宝田明
  - 二宮ゆき子
- 内山田洋音楽事務所
  - 内山田洋とクール・ファイブ
  - 潮玲子
  - 峰優子
- 美博制作部
  - 志ま明子
  - 万代宏